# کاولیتس
کاولیتس (به آلمانی: Kaulitz) یک منطقهٔ مسکونی در آلمان است که در ارندزی واقع شده‌است. کاولیتس ۲۰۷ نفر جمعیت دارد.